# Zespół Filmowy Zodiak

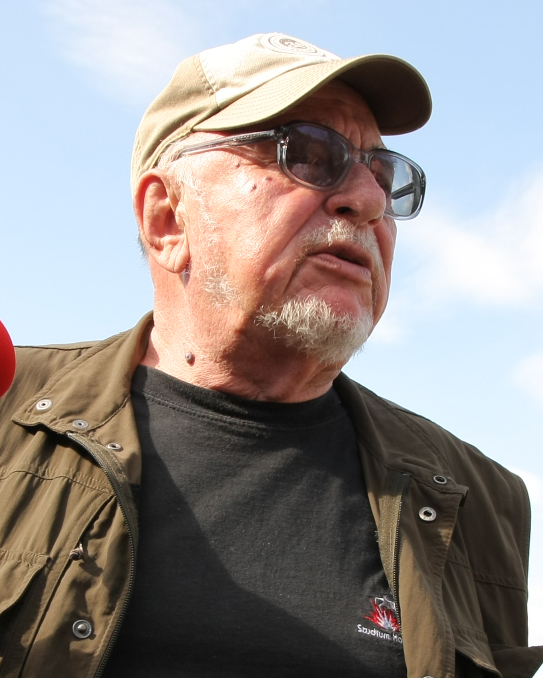
Jerzy Hoffman - dyrektor Zespołu Filmowego Zodiak przez cały okres funkcjonowania

Zespół Filmowy Zodiak – polska wytwórnia filmowa, powstała w dniu 1 marca 1980 roku, istniejąca do 1997 roku. Jej siedziba mieściła się w Warszawie przy ul. Puławskiej 61.
Przez cały okres funkcjonowania, kierownikiem artystycznym wytwórni był Jerzy Hoffman, a kierownikiem literackim – Leszek Bajer.
Wytwórnia, w kolejnych latach działająca jako Studio Filmowe Zodiak, prowadziła produkcję filmową w okresie od 1981 do 1993 roku. Zarządzeniem Przewodniczącego Komitetu Kinematografii z dnia 1 grudnia 1997 roku została postawiona w stan likwidacji, a następnie upadłości. W latach 1995–2002 wytwórnia osiągała przychody z obrotu filmami stanowiącymi jej współwłasność, a od 2002 roku prawa do jej produkcji przejęła Filmoteka Narodowa.
Tradycje wytwórni kontynuowała, działająca w latach 1997–2011 spółka Zodiak Jerzy Hoffman Film Production z siedzibą w Warszawie, producent takich filmów jak: Ogniem i mieczem (1999), Stara baśń. Kiedy słońce było bogiem (2003) oraz 1920 Bitwa warszawska (2011).

## Produkcje
- Znachor (1981)
- Karate po polsku (1983)
- Akademia pana Kleksa (1983)
- Podróże pana Kleksa (1985)
- C.K. Dezerterzy (1986)
- W zawieszeniu (1987)
- Ostatni dzwonek (1989)
- Trójkąt bermudzki (1987)
- Śmierć Johna L. (1987)
- Pan Kleks w kosmosie (1988)
- Ostatni prom (1989)
- Kanalia (1991)
- Usłyszcie mój krzyk (1991)
- Rozmowy kontrolowane (1991)
- Piękna nieznajoma (1992)